# Чемпіонат Польщі з хокею 1950
Чемпіонат Польщі з хокею 1950 — 15-ий чемпіонат Польщі з хокею, чемпіоном став клуб КТХ Криниця.

## Перший раунд
- «Сталь» (Семяновіце) — Колеяж (Торунь) 2:7 (0:2,0:1,2:4)

Матч Колеяж (Торунь) — «Сталь» (Семяновіце) не відбувся.

## Кваліфікація
- Колеяж (Торунь) — «П'яст» (Цешин) 3:2 (1:2,0:0,2:0)
- «П'яст» (Цешин) — Колеяж (Торунь) 2:5 (0:1,1:2,1:2)

## Фінальний раунд
Матчі
- Колеяж (Торунь) — Гурник Янув 3:6 (1:0,0:3,2:3)
- Огніво Краків — КТХ Криниця 0:2
- КТХ Криниця — Колеяж (Торунь) 9:2 (3:1,2:0,4:1)
- Гурник Янув — Огніво Краків 7:1
- Колеяж (Торунь) — Огніво Краків 1:0 (0:0,1:0,0:0)
- КТХ Криниця — Гурник Янув 5:5

Підсумкова таблиця
| М  | Команда         | І | В | Н | П | Ш    | О |
| -- | --------------- | - | - | - | - | ---- | - |
| 1. | Гурник Янув     | 3 | 2 | 1 | 0 | 18:9 | 5 |
| 2. | КТХ Криниця     | 3 | 2 | 1 | 0 | 16:7 | 5 |
| 3. | Колеяж (Торунь) | 3 | 1 | 0 | 2 | 6:15 | 2 |
| 4. | Огніво Краків   | 3 | 0 | 0 | 3 | 1:10 | 0 |

## Золотий матч
- КТХ Криниця — Гурник Янув 10:1